# Ran (pel·lícula)
Ran (乱) és una pel·lícula japonesa dirigida per Akira Kurosawa, estrenada el 1985. La intriga s'inspira en El Rei Lear de William Shakespeare.
Aquesta pel·lícula va estar doblada al català.

## Argument
Al segle xvi, en un Japó destrossat per la guerra, el vell daimyo Hidetora Ichimonji decideix partir les seves propietats entre els seus tres fills per acabar els seus dies feliços i en pau. Però les dissensions entre els tres germans submergiran ràpidament les seves famílies, les seves llars i la regió en el caos.
Segons Stephen Prince, Ran és la «crònica despietada d'una vil set de poder, de la traïció del pare pels seus fills, i de guerres i d'assassinats incessants que acaben destruint tots els personatges principals ».
És el relat de la caiguda del poderós clan Ichimonji per la decisió del seu patriarca Hidetora cedir el control del regne als seus tres fills: Taro, Jiro, i Saburo. Taro, el gran, rep el prestigiós Primer castell i es fa cap del clan Ichimonji, Mentre Jiro i Saburo reben el Segon i el Tercer castells. Jiro i Saburo deuen assistència a Taro, i Hidetora se serveix d'un feix de fletxes per il·lustrar el seu pla. Hidetora ha de continuar sent el cap nominal i conservar el títol de Gran Senyor. Saburo critica la lògica d'aquest pla. Hidetora, diu, ha obtingut el seu poder per la traïdoria, tanmateix espera ingènuament que els seus fills li seran lleials. Hidetora pren aquesta observació com una amenaça i quan el seu servidor Tango defensa Saburo, els desterra tots dos.

## Repartiment
- Tatsuya Nakadai: Hidetora Ichimonji
- Peter: Kyoami
- Akira Terao: Taro
- Mieko Harada: Kaede
- Jinpachi Nezu: Jiro
- Daisuke Ryu: Saburo

## Premis i nominacions

### Premis
- 1986. Oscar al millor vestuari per Emi Wada
- 1987. BAFTA a la millor pel·lícula de parla no anglesa
- 1987. BAFTA al millor maquillatge per Shohichiro Meda, Tameyuki Aimi, Chihako Naito i Noriko Takemizawa

### Nominacions
- 1986. Oscar al millor director per Akira Kurosawa
- 1986. Oscar a la millor direcció artística per Yoshirô Muraki i Shinobu Muraki
- 1986. Oscar a la millor fotografia per Takao Saitô, Shôji Ueda i Asakazu Nakai
- 1986. Globus d'Or a la millor pel·lícula estrangera
- 1986. César a la millor pel·lícula estrangera
- 1986. César al millor pòster per Benjamin Baltimore
- 1987. BAFTA al millor guió adaptat per Akira Kurosawa, Hideo Oguni i Masato Ide
- 1987. BAFTA a la millor fotografia per Takao Saitô, Shôji Ueda
- 1987. BAFTA al millor vestuari per Emi Wada
- 1987. BAFTA al millor disseny de producció per Yoshirô Muraki i Shinobu Muraki

## Al voltant de la pel·lícula
- La dona d'Akira Kurosawa va morir durant la producció de la pel·lícula. Akira es va aturar una jornada abans de reprendre el seu treball.
- Han calgut dos anys per crear els centenars de vestits necessaris.
- Kurosawa ha trigat deu anys per fer l'storyboard... en pintura !